# Белица (община Македонски-Брод)
Белица (макед. Белица) — село в общине Македонски-Брод, в области Поречие. Располагается недалеко от города Македонски-Брод (Македония). Население по переписи 2002 года составило 106 человек.

## История
Ранее на месте села была деревня, которая называлась «Виниче», но вскоре из-за эпидемии всё ее население погибло. Позже село Белица возникло из ряда деревень. Название «Белица» впервые было упомянуто в турецких документах 1468 года.